# Lisianthius brevidentatus
Lisianthius brevidentatus är en gentianaväxtart som först beskrevs av William Botting Hemsley, och fick sitt nu gällande namn av O. Ktze.. Lisianthius brevidentatus ingår i släktet Lisianthius och familjen gentianaväxter. Utöver nominatformen finns också underarten L. b. collinus.